# لورفوتوزوماب مرتانسين
لورفوتوزوماب مرتانسين هو اقتران دواء-جسم مضاد [الإنجليزية] يتكون من جسم مضاد وحيد النسيلة هو لورفوتوزوماب ودواء سام للخلايا هو مرتانسين يستخدم في علاج بعض أنواع السرطان مثل سرطان المبيض وسرطان خلية الرئة الصغيرة.
حصل على صفة دواء يتيم لعلاج سرطان خلية ميركل.
كما أن التقارير ذكرت أن نتائج المرحلة الثانية من تجاربه السريرية لعلاج وسرطان خلية الرئة الصغيرة كانت مشجعة.